# Jinhae Airport
Jinhae Airport är en flygplats i Sydkorea.   Den ligger i provinsen Södra Gyeongsang, i den sydöstra delen av landet, 300 km sydost om huvudstaden Seoul. Jinhae Airport ligger 4 meter över havet.
Terrängen runt Jinhae Airport är kuperad åt nordost, men åt sydväst är den platt. Havet är nära Jinhae Airport åt sydväst.  Närmaste större samhälle är Changwon, 9,7 km norr om Jinhae Airport. 